# Penicillium caseifulvum
Penicíllium caseifúlvum (лат.) — вид несовершенных грибов (телеоморфная стадия неизвестна), относящийся к роду Пеницилл (Penicillium).
Встречается исключительно на голубых сырах высокого качества, редко — на других сырах. Аналогично Penicillium camemberti, представляет собой эволюционировавшую в антропогенных условиях линию Penicillium commune, в отличие от которого не синтезирует токсичную циклопиазоновую кислоту.

## Описание
Колонии на агаре Чапека с дрожжевым экстрактом (CYA) на 7-е сутки 1,5—2,5 см в диаметре, шерстистые, по краю с мелкими каплями бесцветного экссудата, спороносящие в серо-зелёных или голубовато-зелёных тонах. Реверс колоний в кремово-жёлтых или коричнево-жёлтых тонах.
На агаре с дрожжевым экстрактом и сахарозой (YES) колонии 3—4,5 см в диаметре на 7-е сутки, спороносящие, обыкновенно с ярко-оранжевым, редко кремово-жёлтым реверсом.
При 30 °C рост отсутствует.
Конидиеносцы трёхъярусные, 300—800 мкм длиной, веточки 15—25 мкм длиной. Метулы 10—13 мкм длиной, полуприжатые. Фиалиды цилиндрические, суженные в короткую шейку, 7—13 × 2,8—3,5 мкм. Конидии почти шаровидные и широкоэллипсоидальные, гладкостенные, 3—5 × 2,5—3,5 мкм.
Продуцент ругуловазина А и циклопептина.

### Отличия от близких видов
Penicillium camemberti отличается неспособностью давать оранжевую окраску реверса на YES, а также слабо выраженным спороношением. Penicillium commune образует бархатистые, слабо шерстистые или слабо пучковатые обильно спороносящие колонии, реверс на YES кремовый до жёлтого.

## Экология и распространение
Выделяется почти исключительно с голубых сыров, обнаружен в Германии, Франции и Дании. Пригоден для производства голубых сыров, не продуцирует циклопиазоновую кислоту.

## Таксономия
Типовой образец С 24999 хранится в гербарии Копенгагенского университета (C), получен с образца датского голубого сыра. Ему соответствует культура CBS 101134.
Penicillium caseifulvum F.Lund, Filt. & Frisvad, J. Food Mycol. 1: 97 (1998).